# Seba Johnson
Seba Johnson (* 1. Mai 1973 in Frederiksted, Saint Croix) ist eine US-amerikanische Tierrechtsaktivistin, Schauspielerin und ehemalige Skirennläuferin von den Jungferninseln. Sie nahm 1988 als erste schwarze Frau an olympischen Skirennen teil und hält bis heute den Rekord als jüngste Skirennläuferin der Olympiageschichte.

## Biografie

### Kindheit und Jugend

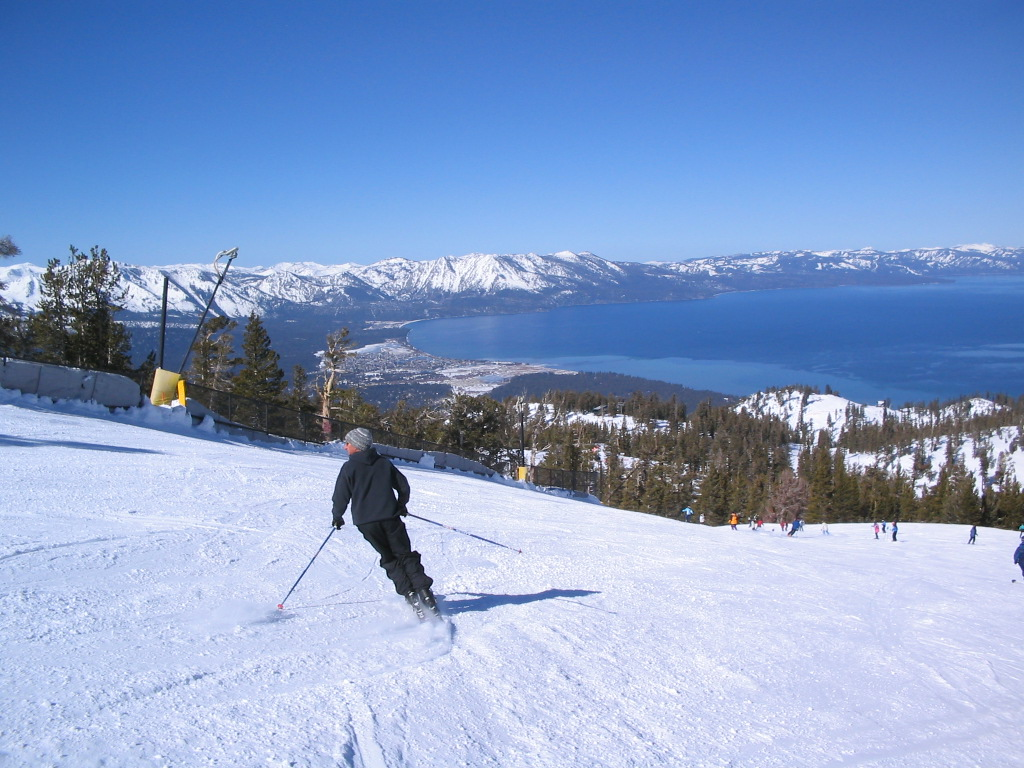
In Heavenly Valley begann Seba Johnson mit dem Spitzensport.

Seba Johnson kam 1973 als Tochter eines Tutsi aus Burundi und einer US-Amerikanerin aus Maine in Frederiksted auf der Insel Saint Croix zur Welt. Ihre Eltern hatten sich in Afrika kennengelernt, wo Mutter Suzy gemeinnützige Arbeit leistete. Auf der Flucht vor dem aufkeimenden Bürgerkrieg in Äthiopien hatte es das Paar in die Karibik verschlagen. Als Seba drei Jahre alt war, trennten sich die Eltern und der Vater ging zurück nach Burundi, wo er 2002 an Diabetes starb.
Durch die Tätigkeit ihrer Mutter als Künstlerin kam Seba bereits früh mit dem Reisen in Berührung. Bei einem Winterurlaub in St. Moritz stand sie im Alter von fünf Jahren erstmals auf Ski und wollte Skirennläuferin werden. Mit sieben Jahren übersiedelte Seba mit ihrer Mutter und ihrer an Cerebralparese erkrankten mexikanischen Halbschwester Zuely nach Kittery, Maine. Bei der Großmutter, einer entfernten Verwandten des britischen Königshauses, begann sie in den White Mountains regelmäßig Ski zu fahren. Nach der Grundschule zog die Familie erneut um und ließ sich in Stateline, Nevada, nieder, nachdem Suzy Johnson die Gebirgslandschaft am Lake Tahoe auf einem Foto gesehen hatte. Während ihre Mutter im Casino arbeitete, um die sportlichen Ambitionen ihrer Tochter zu finanzieren, trainierte die Nachwuchsläuferin mit dem Heavenly Valley Ski Team.

### Sportkarriere
Die junge Athletin wurde von Anfang an von ihrer Mutter betreut, die aus Geldmangel als Trainerin, Physiotherapeutin, Psychologin, Chefköchin und Abwäscherin in Personalunion agierte. Durch ihre eigensinnig-engagierte Art geriet Suzy Johnson des Öfteren mit den Trainern anderer Nationen und der FIS aneinander. Das weckte mediale Vergleiche mit dem für Luxemburg startenden Österreicher Marc Girardelli, dessen Vater und Betreuer ebenso als Reizfigur galt. Paul Major, Cheftrainer der US-Frauenmannschaft zeigte Verständnis für Suzy Johnson und die Rolle von Trainereltern im Spitzensport:

“It’s important to have demanding parents that constant support. Look at figure skating and gymnastics moms – they have the thumbscrews on coaches and kids all the time. Overbearing parents aren’t such negative – they can be powerful motivating force.”

„Es ist wichtig, fordernde Eltern zu haben, die dich ständig unterstützen. Man schaue sich Eiskunstlauf- und Gymnastik-Mütter an – die haben die Daumenschrauben andauernd auf Trainern und Kindern. Herrische Eltern sind nicht nur negativ – sie können eine mächtige motivierende Kraft sein.“

#### Olympische Winterspiele 1988

Die Amerikanischen Jungferninseln gaben 1988 ihr Winterspieldebüt.

Seba Johnson qualifizierte sich für die Olympischen Winterspiele 1988 im kanadischen Calgary. Gemeinsam mit sieben Bobpiloten und der Rennrodlerin Anne Abernathy vertrat sie die Amerikanischen Jungferninseln als erste Athletin bei Olympischen Winterspielen. Nachdem sie das neunköpfige Aufgebot als Fahnenträgerin auf die Olympia-Bühne geführt hatte, nahm sie am 22. Februar am Super-G teil. Damit wurde sie zur ersten schwarzen Frau bei olympischen Skirennen und blieb bis zum Start der Kenianerin Sabrina Simader 30 Jahre später in Pyeongchang die einzige. Mit 14 Jahren und 297 Tagen war sie jüngste Skirennläuferin der Olympiageschichte. Im Rennen kam sie bereits beim dritten Tor zu Sturz, rappelte sich jedoch wieder auf, stapfte zurück und beendete den Lauf. Das Rennen endete zwar mit einer Disqualifikation, machte sie aber zum Publikumsliebling. Im Riesenslalom belegte sie zwei Tage später mit einem Rückstand von knapp 43 Sekunden auf Olympiasiegerin Vreni Schneider den 28. und vorletzten Rang, der bis heute das beste Ergebnis einer schwarzen Skirennläuferin bei einem Großereignis bedeutet.
Johnsons Olympiadebüt brachte ihr vor allem in den USA reges Medieninteresse ein. So hatte sie unter anderem Fernsehauftritte in Good Morning America und auf NBC. ESPN widmete der jungen Athletin eine Spezialsendung. Daneben schaffte sie es auf das Titelblatt der Schweizer Wochenzeitschrift L’illustré.

#### Weltcup und WM-Teilnahmen
In den folgenden Wintern nahm Seba Johnson vermehrt an Rennen des alpinen Skiweltcups teil, erreichte jedoch nie die für einen Punktegewinn entscheidenden Top 15. Im Dezember 1988 bestritt sie im Nor-Am Cup ihre erste Abfahrt. 1989 startete sie in Vail bei ihren ersten Weltmeisterschaften in Super-G und Riesenslalom und stellte mit 15 Jahren und 283 Tagen erneut einen – diesmal auch geschlechterübergreifenden – Altersrekord auf. Am Ende der Saison kam sie bei den Juniorenweltmeisterschaften in Alaska über die Ränge 32 und 36 in Riesenslalom und Abfahrt nicht hinaus, was jeweils den letzten Platz im Klassement bedeutete.
Für große Aufmerksamkeit sorgte Johnson am 24. November 1989 beim Weltcup-Riesenslalom von Park City. Zehn Minuten, bevor sie aus dem Starthaus gehen sollte, wurde sie vom Rennen ausgeschlossen, weil sie sich geweigert hatte, den Rennanzug eines Teamsponsors zu tragen. Die Verantwortlichen der FIS begründeten die Disqualifikation mit einem Verstoß gegen einen Vertrag mit der Bekleidungsfirma CB Sports, dem neuen Ausrüster des internationalen Skiverbands. Suzy Johnson behauptete hingegen, das Team der Jungferninseln hätte keine Sponsorenverträge abgeschlossen und ortete stattdessen Rassismus gegenüber ihrer Tochter als Ausschlussgrund. Später gab Seba Johnson an, sie habe den Anzug wegen eines eingenähten Lederstücks nicht anziehen wollen. Das sei mit ihrem ethischen Veganismus nicht vereinbar: „I don’t think a dead cow’s skin has any place on a ski mountain“. Im Januar 1991 ging sie bei den Weltmeisterschaften in Saalbach-Hinterglemm an den Start, wo sie erneut in Super-G und Riesenslalom antrat.
Während der Sommermonate trainierte Johnson am Mount Hood, in Portillo und am Hintertuxer Gletscher und schloss sich dabei mehrmals den Mannschaften aus Österreich, der Schweiz und Italien an. Finanzielle Hilfe erhielt sie von der 1973 gegründeten National Brotherhood of Skiers, einer Organisation, die afroamerikanische Athleten bei der Vorbereitung auf internationale Wettkämpfe unterstützt. Eines der Ziele sei die Etablierung eines schwarzen Sportlers im US Ski Team – eine Ambition, die Seba Johnson auch für ihre eigene Person in Anspruch nahm. Die US-Trainer zeigten sich durchaus angetan von Johnson und empfanden sie als tolle Wettkämpferin, waren aber der Meinung, dass sie einen härteren Trainingsplan bräuchte.

#### Olympische Winterspiele 1992 und Karriereende
Anfang Februar 1992 stand Johnson im Riesenslalom auf Rang 1334 der FIS-Weltrangliste. Vor ihren zweiten Olympischen Spielen 1992 in Albertville äußerte sie, weniger an den Resultaten, sondern vielmehr daran interessiert zu sein, ein Zeichen für die Jugend ihres Herkunftslandes zu setzen. Bei den Spielen in den französischen Alpen bestritt Johnson Riesenslalom und Slalom und belegte jeweils Rang 37. Im Riesenslalom verlor sie knapp 48 Sekunden auf Olympiasiegerin Pernilla Wiberg, konnte aber immerhin sieben Läuferinnen im Klassement hinter sich lassen. Im Slalom fehlten ihr gut 37 Sekunden auf die Bestzeit von Petra Kronberger, womit sie schneller war als fünf ihrer Konkurrentinnen.
Die Rückkehr zur Universität bescherte ihr eine unangenehme Überraschung in Form eines rassistischen Drohbriefes. Bereits im Rahmen ihrer ersten Olympiateilnahme hatte Johnson im Februar 1988 Morddrohungen von Leuten erhalten, die den Skisport ihren Angaben zufolge als „white man’s sport“ und das Antreten einer schwarzen Frau als Tabubruch ansahen. Nachdem die Mutter die längste Zeit versucht hatte, ihre Tochter gegen Attacken dieser Art abzuschirmen, bewogen die anhaltenden Anfeindungen sie schließlich dazu, ihre aktive Karriere im Alter von gerade einmal 19 Jahren zu beenden.

### Aktivismus

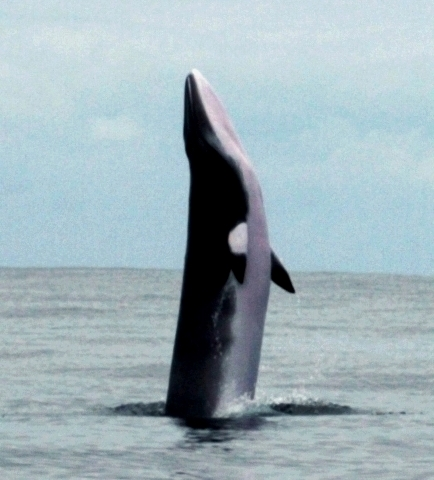
Mit dem Olympiaverzicht 1994 protestierte Johnson gegen die Minkwaljagd in Norwegen.

Seba und ihre Schwester wurden von ihrer Mutter vegan erzogen. Bereits in jungen Jahren nahm die ethisch motivierte Veganerin Suzy Johnson ihre Töchter zu Demonstrationen gegen Zoo- und Zirkustierhaltung mit. Die Olympionikin erinnerte sich etwa an einen Protest gegen ein jährliches Taubenschießen in Pennsylvania, zu dem sie mit einem selbstgemachten Schild mit der Aufschrift „Let Birds Fly – Not Die“ kam. Außerdem soll ihre Mutter mehrmals lebende Hummer in Supermärkten gekauft und im nahen Atlantik freigelassen haben.
Nach Beendigung ihrer Skikarriere geriet Johnson 1994 erneut in die Schlagzeilen, als sie trotz Startberechtigung auf die Olympischen Winterspiele in Lillehammer verzichtete. Obwohl sie ihre aktive Laufbahn bereits beendet hatte, nannte sie Norwegens Ablehnung des Walfangmoratoriums und die daraus resultierende hohe Fangquote an Minkwalen als Grund für den Boykott. Später hielt sie im burundischen Fernsehen eine Ansprache über die Situation von Flusspferden an einer stark befahrenen Straße am Tanganjikasee.
Auf ihre vegane Ernährung als Spitzensportlerin angesprochen, macht Seba Johnson genau diesen Lebensstil für ihr körperliches Wohlergehen verantwortlich. In Interviews betont sie immer wieder, seit ihrer Geburt ohne tierische Erzeugnisse aller Art zu leben. 2002 erklärte sie, sich trotz ihres Verzichts auf Milchprodukte bei zahlreichen Stürzen noch nie einen Knochen gebrochen zu haben: „I’ve never tasted a glass of milk and I’ve never broken a bone“. Nach einem schweren Skiunfall im März 2008, bei dem sie einen dreifachen Beckenbruch erlitt, fühlte sie sich ob der kurzen Heilungsdauer von nur drei Monaten in ihrer Meinung bestärkt. Als ethische Veganerin und Afroamerikanerin zog Johnson bereits Vergleiche zwischen Nutztierhaltung und Sklaverei und tritt vehement gegen Speziesismus ein.
Daneben engagiert sich Seba Johnson für die Menschenrechte und thematisiert bei Vorträgen auf den Jungferninseln soziale Probleme wie die steigende Drogenkriminalität. Während sie vergeblich versuchte, am Nationalen Olympischen Komitee der Amerikanischen Jungferninseln mitzuwirken, erklärte sie sich 2014 solidarisch mit der LGBT-Community und sprach sich öffentlich gegen den Umgang Russlands mit Homosexualität und die Olympischen Winterspiele in Sotschi aus. Ebenso kritisierte sie die Vergabe der Sommerspiele 2020 an die Walfangnation Japan und appellierte an das IOC, diesbezüglich Druck auszuüben.

### Ausbildung und Schauspielkarriere
Nachdem sie zunächst die High School in Nevada besucht und ein Auslandssemester in Deutschland absolviert hatte, machte Seba Johnson ihren Abschluss in Kittery. Noch während ihrer Skikarriere begann sie mit einem Sportstipendium an der University of Maine in Farmington ein Kunststudium, das sie schließlich an der Howard University in Washington, D.C. abschloss. Heute lebt sie in Los Angeles und arbeitet als sonderpädagogische Assistentin.
Erste Erfahrungen vor der Kamera sammelte Johnson im Zuge ihrer Skikarriere, als sie in Österreich Werbespots für Sponsoren drehte. 2005 hatte sie ihre ersten Schauspielauftritte im TV in Slave Catchers, Slave Resistors und der Miniserie Empire Falls – Schicksal einer Stadt. 2008 wurde sie als Stand-in und Fotodouble für Jada Pinkett Smith im Film The Women – Von großen und kleinen Affären engagiert. Sie ist Mitglied der Screen Actors Guild.
Seba Johnson arbeitet an einer Autobiografie.

## Rezeption
Dank ihrer historischen olympischen Rekordmarken ist Seba Johnson nach wie vor ein Begriff im alpinen Skisport.
Bereits als 18-Jährige hielt sie Vorträge auf den Jungferninseln und versuchte Kindern den Skisport näherzubringen, ohne dass sie eine Vorstellung von Schnee hatten. Gegenüber den Medien bekräftigte sie außerdem, nicht als „Exotin“ gesehen werden zu wollen:

“I want to be recognized as a normal racer. It makes me kind of wish I was racing for a country with snow (…) They can’t imagine what snow is like, so I had to tell them it was like going to your icebox and feeling the inside of the door (…) I never realized I was all that black before I got to the Olympics and everybody made such a big deal about it. People looked at me and said I should be windsurfing or something.”

„Ich möchte als normale Rennläuferin wahrgenommen werden. Irgendwie wünsche ich mir, ich würde für ein Land mit Schnee fahren (…) Sie können sich nicht vorstellen, wie Schnee ist, also musste ich ihnen sagen, es sei wie zum Gefrierschrank zu gehen und die Innenseite der Tür zu fühlen (…) Ich habe nie realisiert, wie schwarz ich war, bevor ich zu Olympia gekommen bin und jeder so eine große Sache daraus machte. Die Leute schauten mich an und meinten, ich sollte Windsurfen oder so was.“

Seit Herbst 2016 ist sie im neu eröffneten National Museum of African American History and Culture in Washington, D.C. neben Sportikonen wie Jesse Owens verewigt. Bedeutendstes Exponat ist Johnsons Olympia-Ausrüstung von Calgary, bestehend aus zwei Paar Ski, Helm, Skischuhen, Stöcken und Rennanzug. Daneben stellte ihre Mutter über 100 weitere Objekte, vor allem Ergebnislisten, zur Verfügung.

## Erfolge

### Olympische Spiele
- Calgary 1988: 28. Riesenslalom
- Albertville 1992: 37. Riesenslalom, 37. Slalom

### Weltmeisterschaften
- Vail 1989: Super-G, Riesenslalom
- Saalbach 1991: Super-G, Riesenslalom

### Juniorenweltmeisterschaften
- Alyeska 1989: 32. Riesenslalom, 36. Abfahrt

## Filmografie
- 2005: Slave Catchers, Slave Resistors (TV-Film)
- 2005: Empire Falls – Schicksal einer Stadt (TV-Miniserie, uncredited)
- 2006: Waterfront (TV-Serie, nicht ausgestrahlt)
- 2008: 21 (uncredited)
- 2008: The Women – Von großen und kleinen Affären (Stand-in für Jada Pinkett Smith)[1]
- 2017: Kansas St.
- 2017: The Age of Beasts (Dokumentation)